# Hongersnood

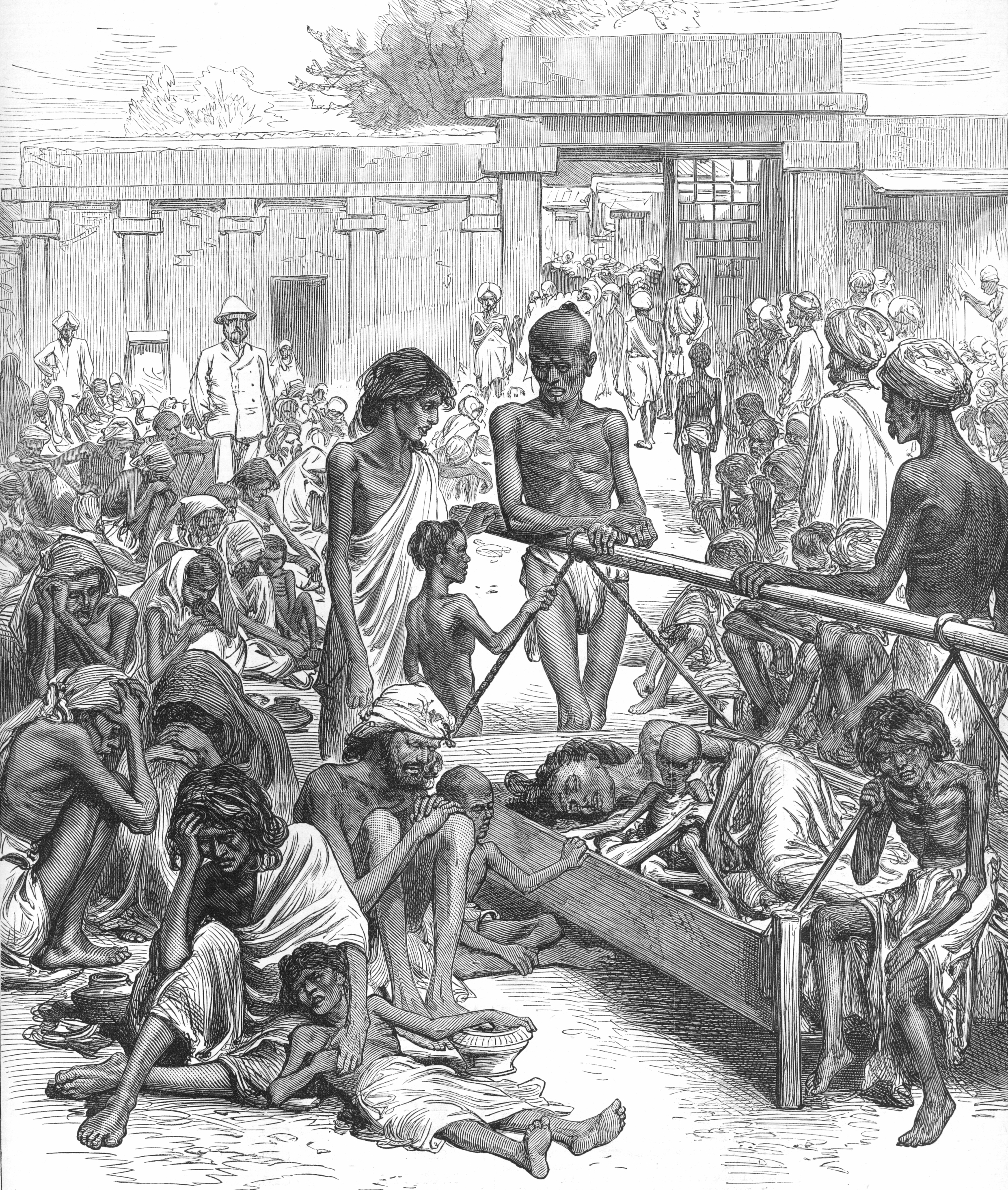
Hongersnood in Bangalore, India in 1867

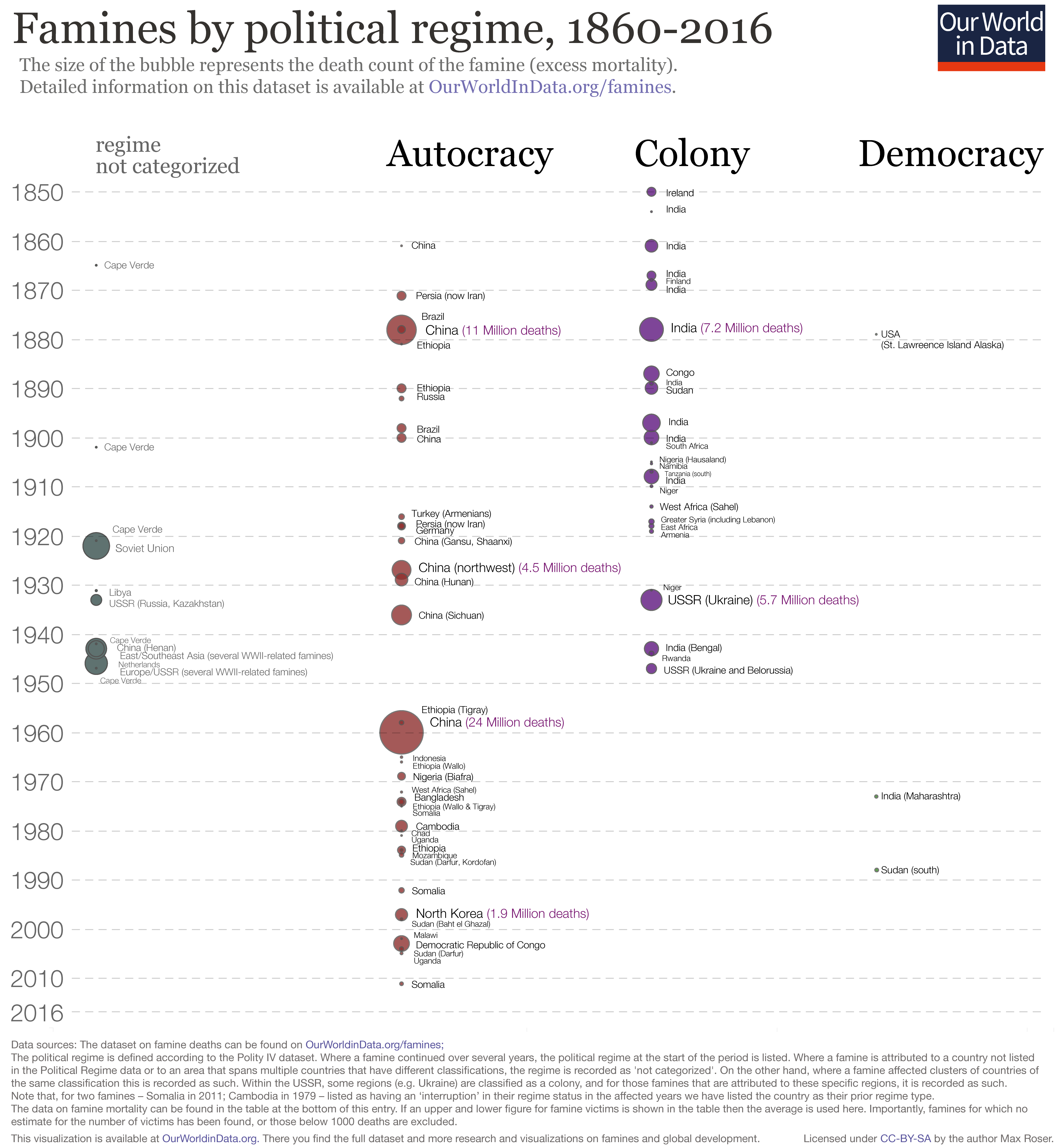
Hongersnoden sinds 1850 per politieke bestuursvorm. In democratieën komen veel minder hongersnoden voor dan in autocratische landen of in kolonies.

Hongersnood is een toestand van honger, meestal bedoeld als begrip om te verwoorden dat een heel volk, land of streek in honger verkeert als gevolg van voedselschaarste, maar het kan ook voor een toestand van honger voor een individu worden gebruikt (hij verkeert in hongersnood). Hongersnood moet niet worden verward met ondervoeding, een toestand waarbij men wel voldoende te eten heeft om de honger te stillen, maar als gevolg van bijvoorbeeld een te eenzijdige voeding een tekort krijgt aan essentiële voedingsstoffen.
Mogelijke oorzaken van hongersnood zijn natuurlijke oorzaken (slechte oogst door extreme weersomstandigheden, plantenziekte of ernstige aantasting door massaal optreden van plaagdieren), armoede, oorlog, een belegering of een bewuste politiek van uithongering. Voedsel behoort tot de belangrijkste, lichamelijke basisbehoeften die het fundament vormen onder de piramide van Maslow. Gebrek aan een basisbehoefte als voedsel kan al op een termijn van enkele maanden leiden tot een ernstige en langdurige maatschappelijke ontwrichting.

## Definities
Hoewel men kan spreken van hongersnood bij elke 'wijdverspreide honger als gevolg van voedselschaarste', wordt volgens de Verenigde Naties pas een hongersnood uitgeroepen als aan bepaalde criteria is voldaan.
De betrokken organisaties van de Verenigde Naties (Voedsel- en Landbouworganisatie – FAO en het Wereldvoedselprogramma – WFP) hanteren sedert 2008 een indeling van voedseltekorten in vijf stadia: voedselzekerheid, matige voedselonzekerheid, acute crisis van voedings- en levensmiddelen, humanitaire noodsituatie en hongersnood/catastrofe. Criteria voor deze laatste situatie zijn dan:
- ten minste 20% van de huishoudens in een bepaald gebied hebben te maken met een extreem voedseltekort (minder dan 2100 calorieën per dag); ook een watertekort wordt soms meegerekend.[1]
- de acute ondervoeding overtreft de 30%
- de dagelijkse mortaliteit bedraagt meer dan twee personen per 10 000 inwoners
- de dagelijkse mortaliteit onder kinderen bedraagt meer dan vier per 10 000 leeftijdsgenootjes

Toch is er ondanks deze classificatie geen algemene overeenstemming over de gebruikte terminologie. De Integrated Food Security Phase Classification (IPC), die een evidence based rangschikking van voedseltekorten nastreeft, tracht een houvast te bieden voor internationale interventies en humanitair beleid. De IPC-classificatie kwam tot stand door samenwerking tussen overheidsorganisaties en humanitaire NGO's.
Het uitroepen van een hongersnood is normaal de bevoegdheid van de nationale regering. Is deze daar niet toe in staat vanwege het ontbreken van centraal gezag, dan kan de VN tussenbeide komen. Een verklaring van de VN in die zin brengt geen bindende verplichtingen mee voor de VN of haar lidstaten, maar dient vooral om de aandacht van de hele wereld te vestigen op een acuut probleem.

## Geschiedenis

Slachtoffers van hongersnood sinds 1860

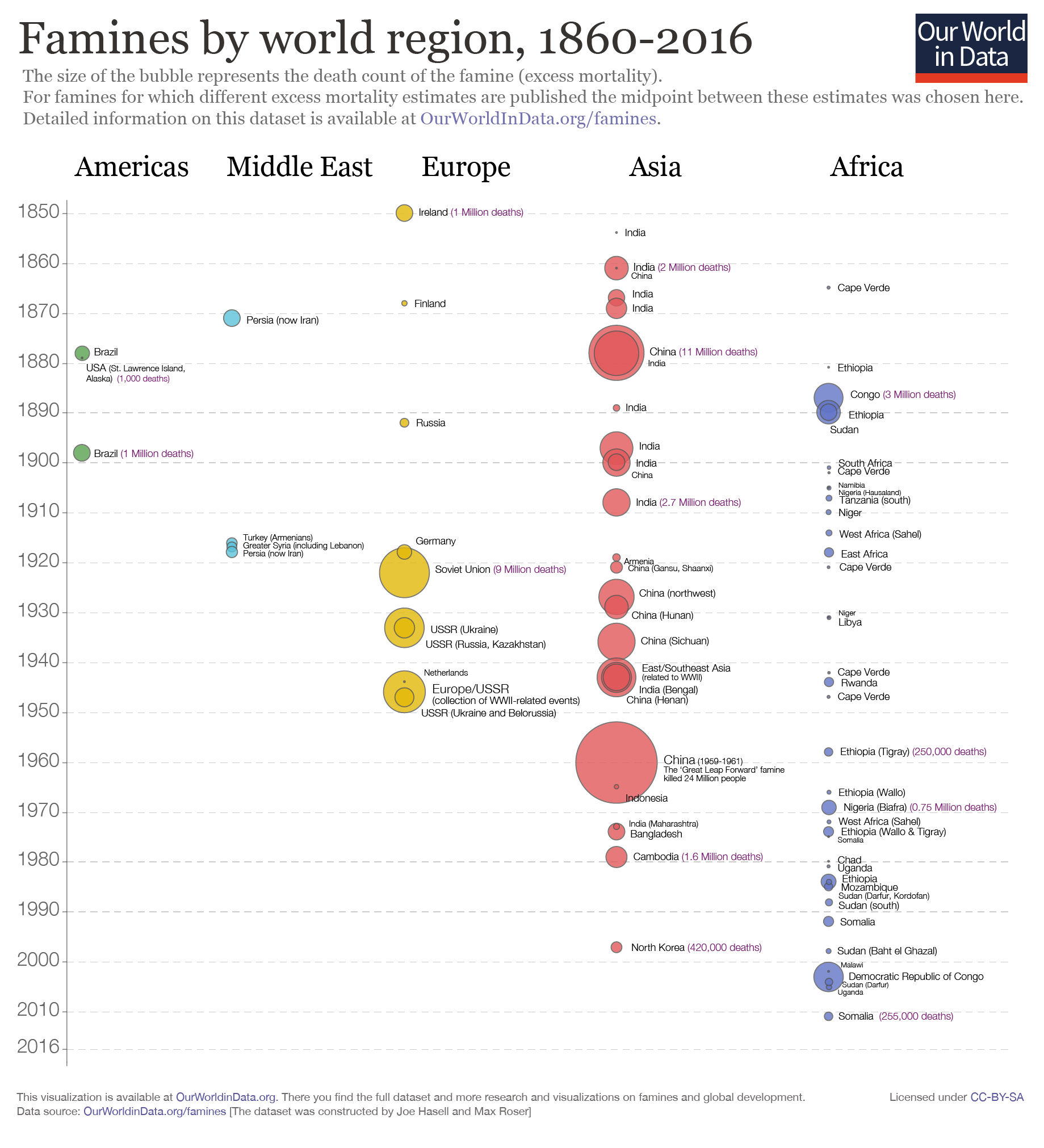
Hongersnoden per continent

De regelmatig optredende tekorten aan voedsel werden sinds de neolithische revolutie en latere landbouwrevoluties, voor een steeds groter deel door technologische en maatschappelijke ontwikkelingen bepaald. De laatste hongersnood in Nederland betrof de hongerwinter in het westen van Nederland, kort voor het einde van de Tweede Wereldoorlog. België en een aantal andere West-Europese landen kregen tijdens de Eerste Wereldoorlog en het interbellum met ernstige voedseltekorten en hongersnood te kampen.
Door de mechanisatie van de landbouw, het beter bemesten van landbouwgrond en de voortgang van de industrialisatie steeg de voedselproductie. Voor het begin van de twintigste eeuw kon in grote delen van Europa voldoende voedsel geproduceerd worden om de plaatselijke bevolking gedurende het hele jaar te voeden. Tijdens de latere fasen van de industriële revolutie werd het gebruik van kunstmest en pesticiden in de landbouw geïntroduceerd, en werden landbouwmachines verder ontwikkeld, waardoor de productie binnen de agrarische sector verder steeg. De consumptie en export van landbouwproducten nam toe waardoor de economie groeide. In grote delen van Azië leken de voedselproblemen sinds de jaren tachtig van de vorige eeuw, dankzij de groene revolutie, opgelost te zijn.
Helaas groeien economieen sinds de groene revolutie niet overal door tot in het economische paradijs. Op een gegeven moment kunnen concurrentie en conflicterende economische en geopolitieke belangen, een steeds grotere rol gaan spelen. Door handelsoorlogen of gewapende conflicten kunnen opnieuw voedseltekorten ontstaan. Dat oplossingen uit het verleden geen garanties voor de toekomst bieden, dat hebben de gebeurtenissen tijdens de wereldwijde voedselcrisis uit 2006 en 2007, de "Arabische Lente" en de voedselrellen in Caracas in de zomer van 2016, laten zien.
In westerse landen wordt vaak vergeten dat een groot deel van de bevolking in ontwikkelingslanden noodgedwongen "vegetariër" of "veganist" is. In Centraal-Azië, het Midden-Oosten en in Noord-Afrikaanse landen heerst onder een substantieel deel van de bevolking een permanente, kwalitatieve honger. Deze mensenmassa's eten hoofdzakelijk droog brood omdat het simpelste broodje gezond voor hen te duur is. Bij kleine prijsstijgingen krijgen de lagere sociale klassen in ontwikkelingslanden al met honger te maken, zoals de afbeeldingen rechts laten zien. Daardoor kan ernstige sociale onrust ontstaan, zoals tijdens het broodoproer in Egypte in 1977 en het broodoproer in Tunesië in 2010.
Door de geschiedenis heen zijn er talloze hongersnoden geweest; de grootste en bekendste zijn hieronder opgesomd.

### Europa

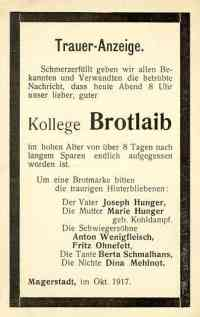
Protest tegen de honger tijdens de Eerste Wereldoorlog

#### West-Europa
In West-Europa kwamen hongersnoden tot laat in de 19e eeuw regelmatig voor:
- 1124-1125 Hongersnood in heel Europa.
- 1315–1317 Hongersnood in grote delen van Europa.
- 1574 Beleg van Leiden. Er wordt gezegd dat burgemeester Van der Werff zijn eigen lichaam aan de burgers aanbod.
- 1618–1648 Hongersnoden als gevolg van de Dertigjarige Oorlog.
- 1816–1817 Jaar zonder zomer met hongersnood in grote delen van Europa als gevolg van de uitbarsting van de vulkaan Tambora in Indonesië.
- 1845–1849 Ierse hongersnood (1845-1850) met 1.500.000 doden door een reeks mislukte aardappeloogsten waardoor een golf van emigranten uit Ierland vertrok, onder meer naar Noord-Amerika.
- 1866–1868 Finse hongersnood. De laatste hongersnood in Europa met natuurlijke oorzaak.

Na de relatief rustige belle époque was West-Europa nog niet van de gesel van de honger verlost. De hongersnoden die, samen met hun sociale en politieke context, niet onvermeld mogen blijven zijn:
- 1914-18 Honger en voedselrellen tijdens de Eerste Wereldoorlog in grote delen van Europa en Azië, waaronder het Aardappeloproer (1917) in Amsterdam, vanwege grote tekorten aan voedsel.
- 1923-24 Honger in de Weimarrepubliek ten gevolge van de economische malaise door de herstelbetalingen die de Duitsers, volgens het verdrag van Versailles, aan Frankrijk moesten betalen. Franse troepen bezetten in 1923, samen met Belgische troepen, het Ruhrgebied en beroofden de Duitse bevolking van het Rijnland en het Ruhrgebied van hun kolenvoorraden. Frankrijk verloor door dit optreden de onvoorwaardelijke steun van Amerika en andere geallieerden van de Eerste Wereldoorlog. Amerika probeerde, met het Dawesplan uit 1924, tot een betere regeling te komen voor de Duitse herstelbetalingen.
- 1944-45 In het westen van Nederland was een enorme hongersnood, bekend als de Hongerwinter, toen de Duitsers alle aanvoerlijnen voor voedsel en medicijnen naar Nederland blokkeerden. De nazi's hoopten zodoende meer succes te behalen met hun razzia's voor de Arbeitseinsatz, zoals operatie Sneeuwvlok in en rond Den Haag. Samen met het Ardennenoffensief en de inzet van de Volkssturm, vormde het uithongeren van de Nederlandse bevolking een onderdeel in Adolf Hitlers strategie om zijn strijd aan het westfront tegen het "internationale jodendom" en het bolsjewisme, van de gestaag oprukkende geallieerden te winnen.[5]
- 1946-47 Hongerwinter in Duitsland. De grote tekorten in de meest noodzakelijke levensbehoeften die in 1946 ontstonden, met name in de zwaar gebombardeerde Duitse steden, gecombineerd met miljoenen vluchtelingen, verdreven uit voormalige Duitse gebieden en de strenge winter van 1947 leidden tot een humanitaire ramp die naar schatting meer dan honderdduizend mensen het leven heeft gekost. De hongerwinter van 1946-47 in Duitsland was de laatste hongersnood in West-Europa. De oorzaak lag in een combinatie van factoren, waarvan de economische malaise, de extreme weersomstandigheden en de vernielde infrastructuur, het belangrijkst waren. Deze hongersnood en de oplopende politieke spanningen tussen de geallieerden over de toekomst van Duitsland, hebben er aan het begin van de Koude Oorlog mede toe geleid dat Amerika in 1948 het Marshallplan lanceerde. De Amerikanen vreesden een herhaling van zetten, zoals na de ondertekening van het Verdrag van Versailles in 1919, die twintig jaar later tot de Duitse inval in Polen en het begin van de Tweede Wereldoorlog hadden geleid.

#### Rusland en de Sovjet-Unie

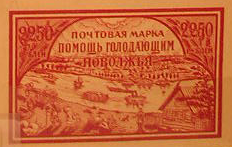
Postzegel uit 1923 ten behoeve van de slachtoffers van de Russische hongersnood

- 1891-1892 Hongersnood in zeventien provincies tussen de Oeral en de Zwarte Zee.
- 1921-1924 Hongersnood in Oekraïne en delen van Rusland.
- 1933 Hongersnood in Oekraïne (de Holodomor met 7 miljoen doden) en andere delen van de Sovjet-Unie.

### Azië

#### China
- 1333–1337 Hongersnood met 4 miljoen doden.
- 1876–1879 Hongersnood in Noord-China met 11 miljoen doden.
- 1892–1894 Hongersnood met 1 miljoen doden.
- 1896–1897 Hongersnood met 5 miljoen doden.
- 1920–1921 Hongersnood in Noord-China met 500.000 doden.
- 1928–1929 Hongersnood met 10 miljoen doden.

De grootste hongersnood in de Volksrepubliek China en wellicht in de hele wereldgeschiedenis werd veroorzaakt door de Grote Sprong Voorwaarts tussen 1959 en 1961. De schattingen lopen uiteen van 30 tot 43 miljoen dodelijke slachtoffers.

#### India
- 1630–1631: de hongersnood was zo ernstig dat zelfs kannibalisme op grote schaal voorkwam.
- 1770 Hongersnood in Bengalen met 6,5 miljoen doden.
- 1866 Hongersnood in Bengalen en Orissa met 1,5 miljoen doden.
- 1876–1878 Hongersnood met 5 miljoen doden.
- 1896–1897 en 1899–1902 Hongersnood met 11 miljoen doden.
- 1943–1944 Hongersnood in Bengalen met ± drie miljoen doden, als gevolg van mislukte rijstoogsten, corrupte provinciale overheden en onvermogen van de Britse koloniale overheid. Toen generaal Archibald Wavell het in de zomer van 1943 als onderkoning overnam van Victor Hope, werden de graanreserves aangesproken, zodat kort na nieuwjaar het ergste voorbij was.[6]
- 1966 Hongersnood in Bihar.

#### Midden-Oosten
- 25e regeringsjaar van Sesostris I (rond 1930 v.Chr.).
- rond 1200 v.Chr.: Hongersnood in Klein-Azië. Volgens Egyptische bronnen leverden de Hettieten graan om de hongersnood te verminderen.
- 354: Antiochië, waarbij bij een hongeroproer de gouverneur gelyncht wordt.
- 362-363 en 384-385: Antiochië.
- 500-501: Edessa.
- 1916-1918 Libanon. Veroorzaakt door oorlogshandelingen. Van de 450.000 Libanezen kwamen er 100.000 om het leven.
- 2017-2020 Hongersnood in Jemen.[7][8]

#### Overige landen in Azië
- 1876–1878 Hongersnood op Java (Nederlands-Indië).
- 1944–1945 Hongersnood in Vietnam tijdens de Japanse bezetting, 2 miljoen doden.
- Sinds de jaren negentig: Hongersnood in Noord-Korea.

### Afrika
Honger komt in Afrika tot op de dag van vandaag op grote schaal voor. Een klein overzicht van de laatste decennia:
- 1967–1970 Tijdens de oorlog in Biafra
- 1968−1974 Hongersnood in de Sahel
- 1973 Hongersnood in Ethiopië
- 1984−1985 Hongersnood in Ethiopië en de Sahel
- 1990–1999 Jaren negentig: hongersnood in Somalië, Zuid-Soedan
- 2000 Hongersnood in Zimbabwe
- 2003 Hongersnood in Darfoer
- 2005 Hongersnood in Niger
- 2006 Hongersnood in de Hoorn van Afrika
- 2011 Hongersnood in de Hoorn van Afrika
- 2017 Hongersnood in Noordoost-Nigeria, Somalië, Zuid-Soedan[7] en in Jemen[9]

### Verschillende oorzaken

##### Economisch
Honger in Afrika is in twintig jaar substantieel verminderd in de steden. Het komt nu vooral nog veel voor op het platteland, verder weg van de grote steden. De meeste hongerige Afrikanen wonen in de buurt van goede of redelijke landbouwgrond. Die ligt echter meestal grotendeels braak. Daardoor blijven haar bewoners straatarm. Die armoede veroorzaakt de honger. 
Doordat het landbouwsysteem wereldwijd is gekoppeld aan de geldeconomie, is het voor kleinschalige boeren moeilijk een bestaan op te bouwen. Een gebrek aan kennis leidt vaak tot te lage opbrengsten op het platteland, zeker nu het klimaat steeds minder betrouwbaar is.
De meeste honger in Afrika is dus economisch van karakter. Er zijn twee primaire redenen: Landbouwgrond in Afrika is op veel plaatsen sterk gemonopoliseerd. En Afrika's armste mensen hebben geen afzetmarkten doordat de rijkeren en de stedelingen vooral veel importvoedsel eten. En dat komt weer doordat de rijke landen, met name Europa en de VS nog immer een landbouwpolitiek voeren die gericht is op het beschermen van eigen boeren, en het veroveren van markten elders. Vooral de fytosanitaire regels werken zeer belemmerend tegen export van de producten van arme boeren in Afrika. Daardoor kan Afrika maar een fractie exporteren van wat haar kleine boeren kunnen produceren. De markten die er wel zijn, worden grotendeels bediend door grootschalige landbouw.
De theorie hierachter werd bekend door het werk van nobelprijswinnaar Amartya Sen: Honger ontstaat bijna altijd doordat  mensen geen mogelijkheid hebben om aan de economie deel te nemen. Maar lang werd, ook door Sen zelf, betwijfeld of deze theorie ook in Afrika opging. Het stijgen van de wereldvoedselprijzen in 2008 heeft hierover duidelijkheid gebracht. Volgens de tegenstanders van deze theorie zou dit tot een grote toename van de honger en ondervoeding in Afrika hebben moeten leiden. Echter, het tegendeel gebeurde. Daarmee is aannemelijk gemaakt dat de hongerigen in Afrika veelal snel kunnen overschakelen van consumeren naar produceren, zodra er een markt voor hun producten is.
Deze theorie wordt ook bevestigd door de perikelen van Zimbabwe: Door het onteigenen van grootgrondbezitters is de export sterk verminderd en is de stedelijke bevolking minder rijk en iets hongeriger geworden. Op het platteland was er echter een significant positief effect. Zowel door het verdelen van grootgrondbezit onder kleine boeren, als door het beschikbaar komen van kleinschalige markten, is de honger op het platteland in grote lijnen sterk verminderd ten opzichte van de periode van het grootgrondbezit.

##### Droogte
Door het droge weer mislukken de oogsten. Voor veel mensen dreigt hongersnood. Alleen rijke mensen kunnen nog voedsel kopen. Arme mensen moeten hun bezittingen en hun vee verkopen om aan geld te komen voor voedsel. Soms kunnen ze niet aan voedsel komen en eten ze het zaaigoed op, waardoor er geen volgende oogst is. Echter, doordat  in de drogere delen van Afrika relatief weinig mensen wonen en er meestal veel grond braak ligt, is juist daar vaak het grootste potentieel om extra voedsel te verbouwen in jaren dat het wel goed regent. Dan zouden mensen makkelijker uit eigen spaarpot een droog jaar kunnen overleven. Dat dit niet lukt komt meestal door economische of politieke redenen.

##### Slecht bestuur
- Een aantal regeringen heeft te weinig aandacht voor de gewone bevolking. Ze zorgen niet voor goede wegen, transportmiddelen en voedselopslagplaatsen (soms is er voldoende voedsel, maar kan het niet naar de plekken gebracht worden waar het dringend nodig is). In plaats daarvan besteden ze het geld aan andere zaken, zoals wapens, munitie, vliegtuigen, en paleizen.
- Sommige regeringen behandelen de bevolkingsgroepen ongelijk. Het voedsel dat er nog is gaat naar mensen die het eens met de regering zijn.
- In Zimbabwe zijn landbouwbedrijven van (kapitaalkrachtige) blanken onteigend waarna Zimbabwe van voedselexporteur een -importeur is geworden. Dit veroorzaakte een toename van ondervoeding in de steden, en een grotere afname van ondervoeding op het platteland (doordat arme boeren een deel van de productie van de rijke boeren overnamen).
- De regering van bijvoorbeeld Ethiopië manipuleert het uitdelen van noodhulp om daarmee plattelandsbewoners te dwingen op de zittende regering te stemmen. Als onderdeel van deze politiek controleren ze de inputs voor landbouw, zoals zaden en kunstmest. Ook wordt soms de handel stilgelegd, zoals in 2008 nog gebeurde in de Ogaden, waarmee kunstmatig honger werd gecreëerd om een bloedige opstand de kop in te drukken.
- Het slechte bestuur veroorzaakt dat eventuele distributie niet goed mogelijk is.

##### Houding van ontwikkelde landen tegenover Afrika
- Stimulering van export uit rijke landen, dumpen van voedsel (onder andere via noodhulp) in Afrika, en beperking van export uit arme landen.
- Veel schulden waardoor al het geld wat ze verdienen meteen in de rente en aflossingen verdwijnt.

##### AIDS
- Gemiddeld 1 op de 9 mensen in Afrika onder de Sahara is besmet met hiv. Zuid-Afrika: 1 op de 5 inwoners, Botswana 1 op de 3.
- Door de aids-epidemie sterven veel boeren. Maar ook als ze niet doodgaan, verzwakken de mensen en kunnen ze bijna niet meer werken. Als er voedseltekort is, is de kans groot dat ze snel sterven. Er zijn al veel mensen van 20-40 jaar aan aids gestorven, zodat het werk op het land door kinderen en ouderen gedaan moet worden. Veel ouderen zijn niet sterk genoeg meer voor dit werk en de kinderen zouden eigenlijk naar school moeten.

##### Oorlogen, vluchtelingen en ontheemden
- De vaak jonge mensen die in militaire dienst zijn, kunnen niet ingezet worden bij de landbouw. Wel moeten ze van voedsel voorzien worden. Het geld dat het voeren van een oorlog kost, had ook gebruikt kunnen voor de landbouw.
- Door oorlogen slaan veel mensen op de vlucht en kunnen ze niet meer voor zichzelf zorgen. Het voedseltransport is moeilijk door kapotte wegen, bruggen en spoorwegen. Ook zijn veel wegen gevaarlijk door de mijnen die er liggen.

## De cijfers
- In de hele 20e eeuw stierven ruim 70 miljoen mensen aan hongersnood.
- Een miljard mensen wereldwijd lijden onder honger en ondervoeding. Dat is wel nog ongeveer 100 keer zoveel als er elk jaar aan hongersnood sterven.
- 24.000 mensen sterven iedere dag van de honger (2008), 10 jaar eerder waren dat er 35.000 en 20 jaar eerder 41.000.
- Hongersnood en oorlogen zijn samen goed voor 10% van alle mensen die sterven aan honger. De andere 90% sterft door chronische ondervoeding.

Sedert 1999 publiceert de Voedsel- en Landbouworganisatie (FAO) The State of Food Insecurity in the World, met een globaal overzicht van de voedselsituatie in de wereld. In de editie 2015 wordt bevestigd dat de dodentol van hongersnood vaak veel hoger ligt dan die van militaire confrontaties.

## Gevolgen
In voedselarme tijden baren vrouwen meer meisjes dan jongens, zo gebeurde ook bij de Grote Sprong Voorwaarts. Het steunt de hypothese dat diersoorten, en dus de mens, het geslacht van hun jongen aanpassen aan de omstandigheden. Bij ondervoeding planten mannetjes zich minder makkelijk voort dan wijfjes, zodat een populatie er baat bij heeft vrouwelijk nageslacht te bevoordelen. Hoe dat gaat, is onbekend.

## Onderzoek en rapportering

### Global Hunger Index

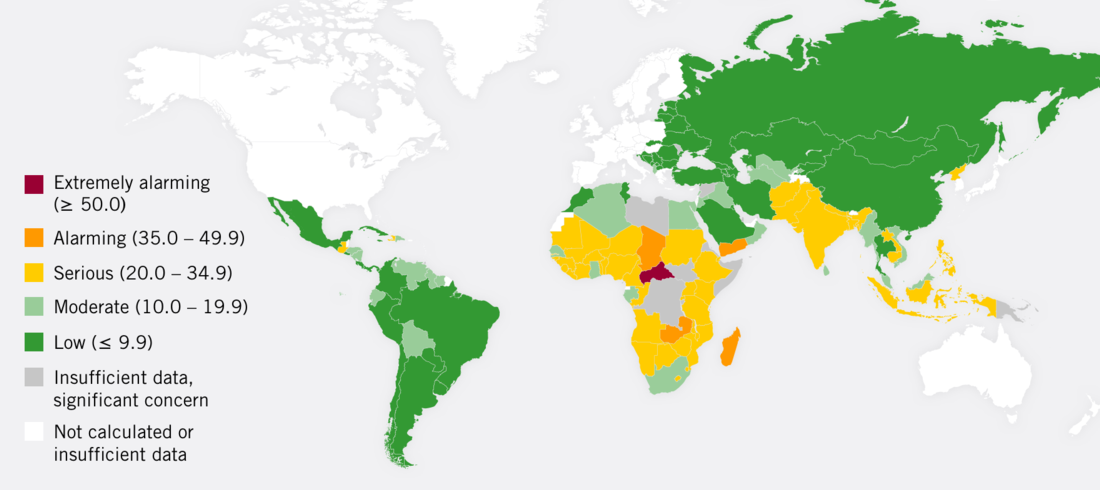
Global Hunger Index 2019.

De Global Hunger Index (GHI) berekent jaarlijks de honger wereldwijd, maar ook per regio en per land. De GHI berekent het aandeel van de ondervoede bevolking (te lage calorie-opname), en afzonderlijk het aandeel ondervoede kinderen jonger dan vijf jaar. De cijfers zijn veelal afkomstig van de FAO, de UN Inter-agency Group for Child Mortality Estimation (UN IGME), UNICEF, de Wereldgezondheidsorganisatie (WHO), en de Wereldbank.
De Index wordt elk jaar in oktober gepubliceerd; tussentijds verschijnen ook aanverwante rapporten. Uitgevers waren in 2019 Deutsche Welthungerhilfe e.V. en het Ierse Concern Worldwide.

### Global Report on Food Crises
Dit rapport wordt gefaciliteerd door het Food Security Information Network (FSIN), een samenwerking van een groot aantal internationale, regionale en nationale agentschappen en experten, onder de koepel van het Wereldvoedselprogramma. Het rapport verschijnt jaarlijks. In april 2020 werd de editie 2020 gepubliceerd.